# Leptostraca
Die Leptostraca sind eine Ordnung der Höheren Krebse (Malacostraca). Sie sind die einzige noch lebende Ordnung der Unterklasse Phyllocarida. Zwei weitere Ordnungen, die Archaeostraca und die Hoplostraca, sind ausgestorben.

## Systematik
Die systematische Stellung der Phyllocarida war lange Zeit umstritten. Der Krustentierspezialist Henri Milne Edwards ordnete sie wegen ihres aus zwei Teilen bestehenden Carapax den Kiemenfußkrebsen (Branchiopoda) zu. Erst nachdem man die Embryonalentwicklung der Phyllocarida untersucht hatte, die mit der der Höheren Krebse übereinstimmt, und Chiltinleisten im Kaumagen entdeckt hatte, stellte man sie zu den Malacostraca.
Es gibt ca. 20 Arten, von den zu den Familien Nebaliopsidae und Paranebaliidae je eine Art gehört. Die übrigen gehören zu den Nebaliidae.

## Anatomie

Allgemeiner Bauplan eines Leptostracen am Beispiel von Nebalia bipes.
Legende: 1. Antennula, 2. Rostrum, 3. Carapax, 4. Abdomen, 5. Furca, 6. Telson, 7. Pleopode(n), 8. Antenna, 9. Thoracopoden (verdeckt vom Carapax), 10. Auge

Der Carapax der Leptostraca ist nur mit dem Kopf verbunden. Der aus acht Segmenten bestehende Thorax kann darin frei bewegt werden. Am Vorderende des Carapax befindet sich eine bewegliche Rostralplatte, unter der an beiden Seiten die auf Stielen sitzenden Komplexaugen sitzen. An den Maxillen befindet sich ein bürstenartiges, nach hinten gerichtetes Organ, mit dem der Carapax innen und der Thorax geeinigt werden kann. Die Leptostraca haben zwei ungefiederte Fühlerpaare, die nach unten und hinten getragen werden. Am Ende des Thorax schließt sich ein sich stetig verjüngender und aus sieben Segmenten bestehender Schwanzstiel an.

## Lebensweise
Die meisten Leptostraca leben auf dem Meeresgrund, von der Küste bis in Tiefen von 400 Metern, und sieben ihre aus Detritus bestehende Nahrung aus dem weichen Faulschlamm. Nebaliopsis typica, einzige Art der Familie Nebaliopsidae lebt bathypelagisch in warmen Meeren. Zwei weitere Arten leben in der Tiefsee.